# Gasthaus zur Hundskugel

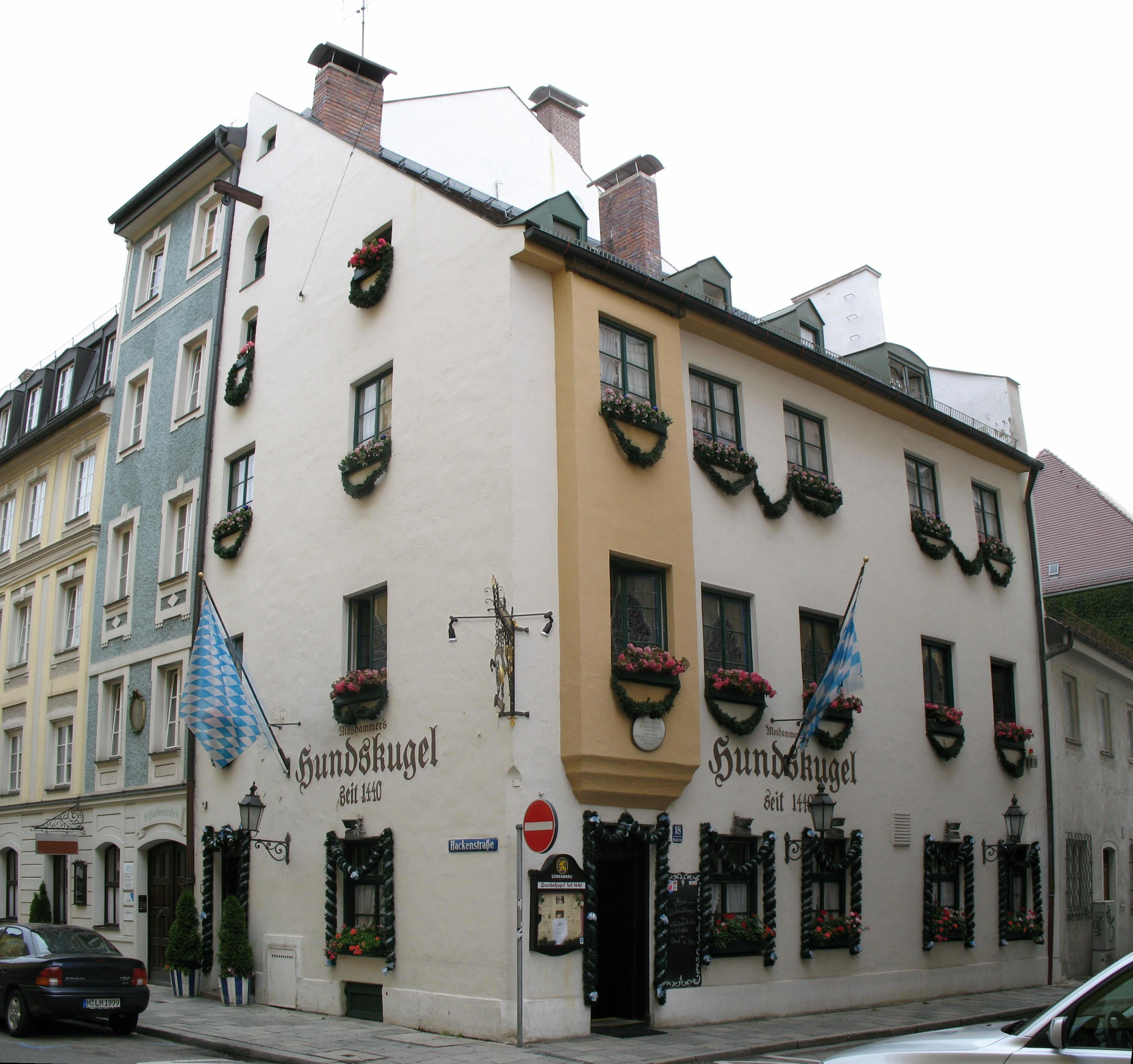
Gasthaus zur Hundskugel

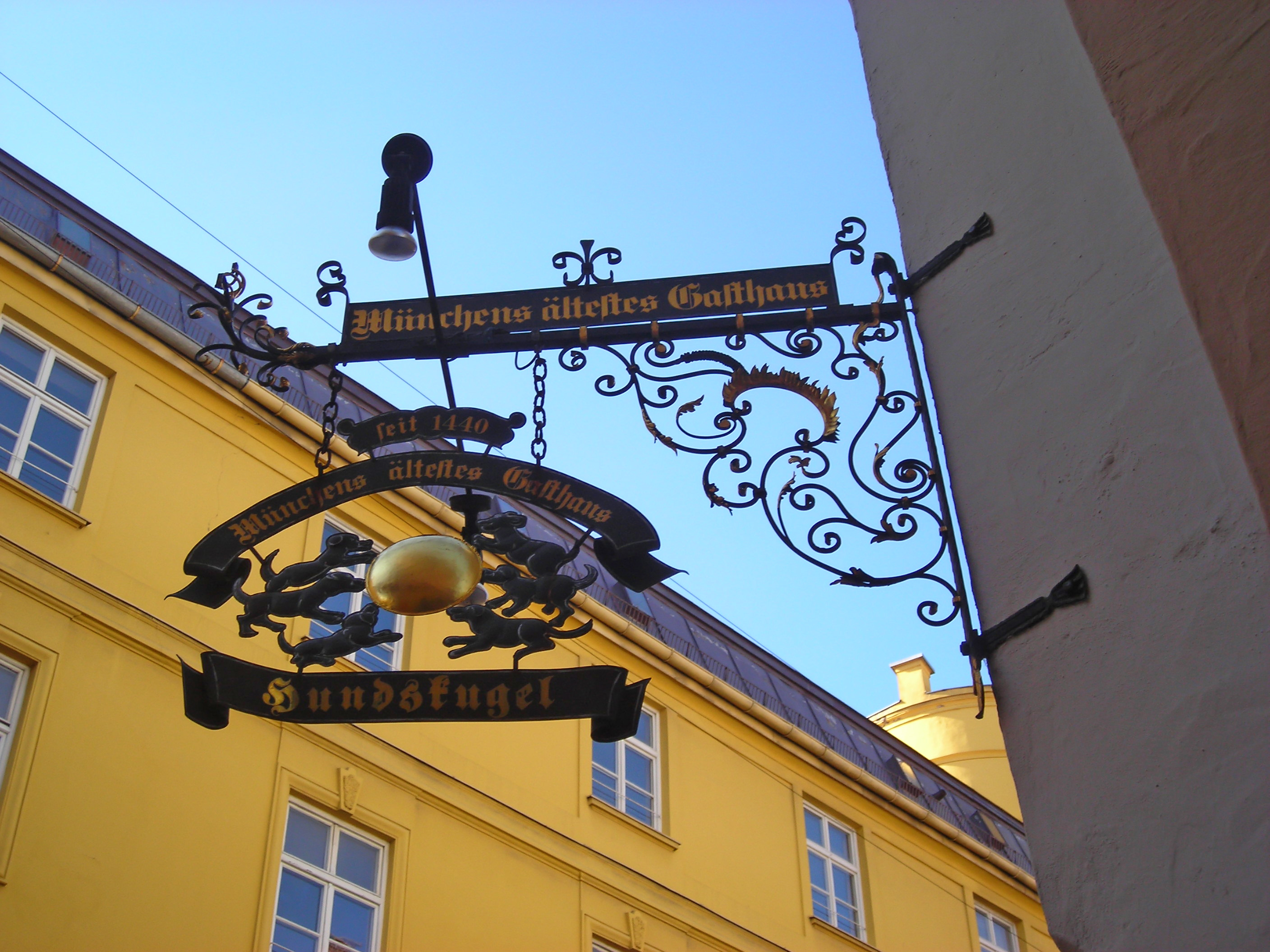
Nasenschild

Die Hundskugel war eine Traditionsgaststätte in München. Sie befand sich in einem der ältesten noch bestehenden Bürgerhäuser der Stadt. Es liegt in der Münchner Altstadt im Hackenviertel in der Hotterstraße 18. Das Gebäude ist 1484/1485 erstmals nachgewiesen. Es steht unter Denkmalschutz. Von 1983 bis zu seiner Ermordung 2005 war Rudolph Moshammer Eigentümer des Gebäudes und Stammgast im Wirtshaus. Moshammer hat es der Stadt München vererbt, mit der Auflage, es einem sozialen Zweck zuzuführen. Weitere berühmte Gäste waren Heinrich Heine, der zeitweise im nahen Radspielerhaus wohnte, Ignaz Günther, Roman Anton Boos und Franz Anton Bustelli.
Am 31. Mai 2011 hat das Lokal aus wirtschaftlichen Gründen den Betrieb eingestellt. Das Haus wurde von der „Stiftung Sternenstaub“ der Familie Todenhöfer als sozialer Treffpunkt umgebaut  und betrieben.

## Bezeichnung
Der Name Hundskugel leitete sich nicht von der Hundsgugel ab, dem Typus eines mittelalterlichen „Ritterhelms“. Vielmehr stammt er von dem Hauszeichen des Gebäudes ab und ist seit dem 19. Jahrhundert belegt. 
Dazu schrieb Alexander Schöppner 1852 im Sagenbuch der Bayerischen Lande:
„Das seltsame Bild an der sogenannten Hundskugel zu München befand sich ursprünglich nicht an dem Haus, an dem es sich jetzt befindet, sondern am ehemaligen Baderhaus, das das innere Eck bildet. Alte Leute denken noch an die erst vor ungefähr fünfzig Jahren übertünchte, an diesem Haus al fresco gemalte Schilderei, die eine in einem hübschen Wäldchen befindliche Kegelstätte darstellte, auf der sich eine Anzahl (nach einigen neun) Hunde mit Kegelschieben vergnügten, während einige einen Teller mit Würsten vor sich in den Tatzen hielten und, mit vollem Mund sich des Lebens freuend, dem Spiel der Kameraden zusahen. Deswegen wurde auch der Name ‚Hundskugel‘ vom Volk gern mit ‚Hundskuchel‘ = Hundsküche vertauscht. Als dieses Bild vernichtet worden war, ersetzte es der Künstler Roman Boos durch ein Holzrelief, auf dem jedoch die Hunde nicht mehr in der Kegelstätte beschäftigt, sondern mit einer Kugel scherzend dargestellt wurden.
Das Volk erzählte auch wohl von jener Kugel und wie sie von Hunden durch Münchens Gassen geschleppt, an diesem Hause aber niedergelegt worden wäre. Andere wollten das Gemälde anders deuten. Ein alter Vers, der sich darunter befand, lautete: Bis diese neun Kegel umscheiben die Hund’, können wir heilen noch manche Stund’. Dieser Vers habe sich auf die im Haus befindliche Badergerechtsame bezogen.“
Das Haus in der Hackenstraße 10, an dem sich das Hauszeichen ursprünglich befand, steht als Haus zur Hundskugel ebenfalls unter Denkmalschutz. Auch die Straße, die südlich am Gasthaus zur Hundskugel vorbeiführt, trug um das Jahr 1900 die Bezeichnung Hundskugel.